# Hickory Valley
Hickory Valley est une municipalité américaine située dans le comté de Hardeman au Tennessee. Selon le recensement de 2010, Hickory Valley compte 99 habitants.

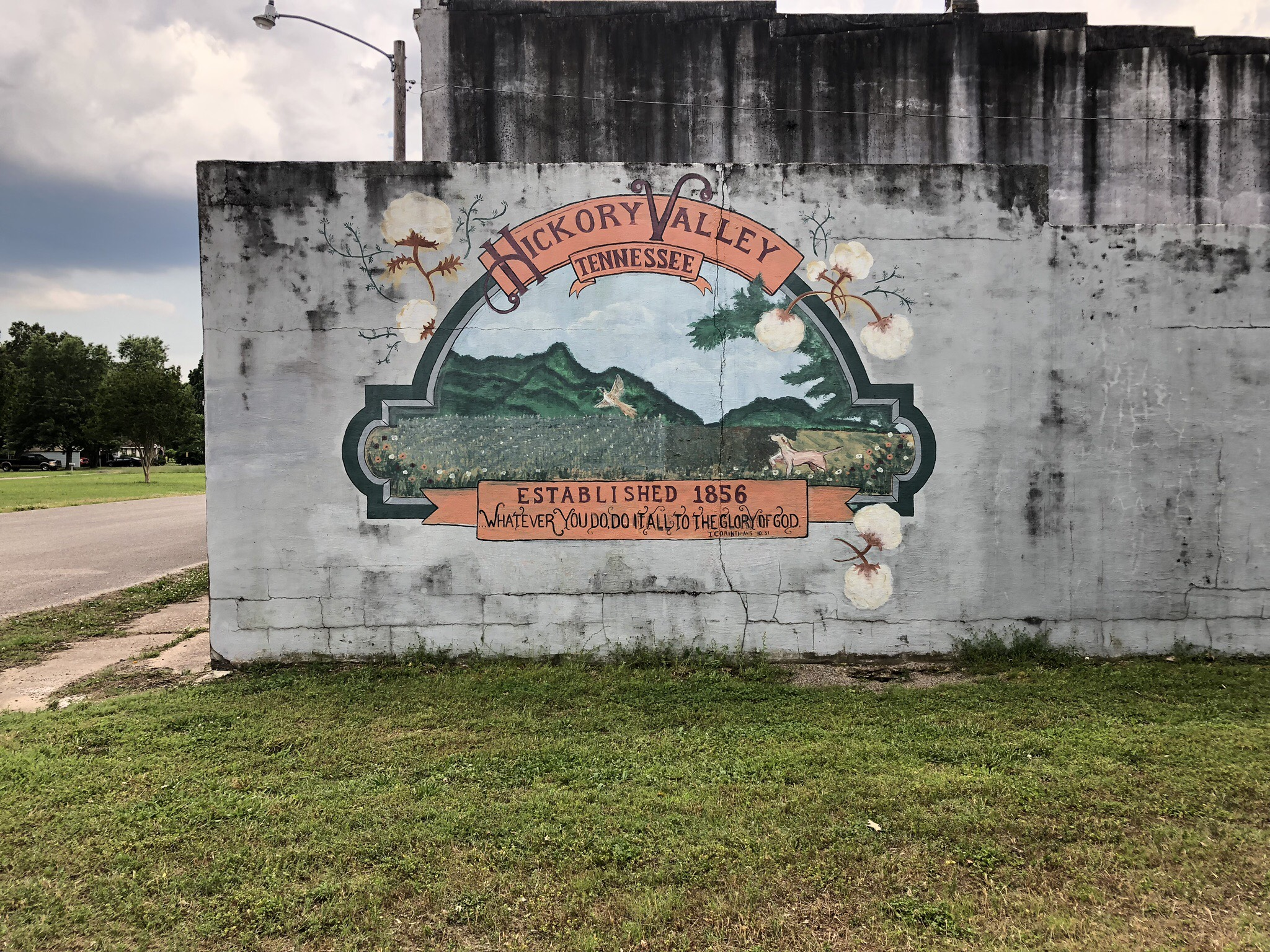
La peinture murale dans le centre de la vallée de Hickory, 2019

## Géographie
Hickory Valley se trouve dans le sud-ouest du Tennessee, à environ 80 kilomètres à l'est de Memphis.
La municipalité s'étend sur 0,33 mille carré (0,85 km2).

## Histoire
L'emplacement actuel de Hickory Valley date du milieu du XIXe siècle lorsque, à l'occasion de l'arrivée du chemin de fer, les habitants des hameaux de Shinault (fondé vers 1823), Hickory Valley (fondé en 1826 par Drury Wood) et Mt. Comfort Church (fondé en 1827 par William Barnett) se rassemblent sur ce site. Elle doit son nom aux caryers (en anglais : hickories) qui peuplent ses environs.
Détruite pendant la guerre de Sécession, Hickory Valley est reconstruite en 1873 par Thomas Cargill.

## Démographie
Selon l'American Community Survey de 2018, la population d'Hickory Valley est blanche à 67 %, avec une importante minorité afro-américaine (20 %), 9 % de métisses et 4 % d'asiatiques. Tous ses habitants parlent l'anglais à la maison. Sa population est âgée, avec un âge médian de 58,5 ans supérieur de 20 ans à la moyenne nationale.